# One Piece Film: Red
One Piece Film: Red – japoński pełnometrażowy film anime z 2022 roku, w reżyserii Gorō Taniguchiego. Jest to piętnasty film wyprodukowany przez studio Toei Animation, którego akcja dzieje się w świecie One Piece.

## Fabuła
Uta — najbardziej kochana piosenkarka świata. Jej głos, który ukrywa jej prawdziwą tożsamość, został opisany jako „nie z tego świata!”. Po raz pierwszy pojawi się publicznie podczas koncertu na żywo. Podczas gdy miejsce koncertu wypełniają fani Uty, wszystkiemu przygląda się uważnie marynarka wojenna i Słomkowi dowodzeni przez Luffy'ego, który po prostu przyszedł cieszyć się jej występem. Głos, na który czekał cały świat, zaraz zabrzmi jak nigdy dotychczas. Historia zaczyna się szokująco – okazuje się, że Uta jest „córką Shanksa”.